# 安东尼·格伦迪
安东尼·格伦迪（英語：Anthony Grundy，1979年4月15日—2019年11月14日），美国NBA联盟前职业篮球运动员。
葛倫迪僅在NBA效力了一個賽季。
2007 年 7 月 12 日，他加盟了希臘的聯賽。在 2007-08 賽季，他是希臘聯賽的最佳射手，場均得到 21.5 分。
2011 年，Grundy 第四次被捕並被控酒後駕駛，直到 2017 年，在紐約皇后區被捕。2017年10月被判處兩年監禁，罪名是酒駕、五項未出庭輕罪和兩項緩刑違規。
2019 年 11 月 14 日在家鄉路路易維爾的一次爭吵中被刺傷，享年 40 歲。 